# Martin Werthmann
Martin Werthmann (* 9. Mai 1982 in Gießen) ist ein deutscher Künstler, der in Berlin lebt und arbeitet.

## Werdegang
Martin Werthmann studierte von 2004 bis 2009 an der Hochschule für Bildende Künste Hamburg (HFBK) bei Andreas Slominski. Zu seinen Dozenten gehörten außerdem Wim Wenders, Fatih Akin und Daniel Richter. Im Jahr 2009 schloss er das Studium mit der Installation Obwohl ich schlief, als er warf in der Klasse von Andreas Slominski ab.
Er ist Mitglied des Kuratoriums der Margot Friedländer Stiftung.

## Werk

Diamant-Atem-Maschine, 2021, Installationsansicht, Berlin

Martin Werthmann arbeitet hauptsächlich im Medium Holzschnitt. Zu seinem Hauptwerk gehören die Silence-Serie (2018–2021), sowie die große Installation Katastrophe als Raum (2020). Seine großformatigen Werke bestehen aus mehreren, sich überlagernden Schichten, die als Einzelstücke gedruckt werden. Entscheidend für seine Praxis ist dabei die Installation im Raum, welchen der Künstler oftmals vom Werk dominieren lässt. Dabei konzipiert Werthmann seine Arbeiten weniger als abgeschlossene Bilder, sondern als „Räume ohne konkrete Inhalte“. Als Grundlage der monumentalen Holzschnitte dienen Werthmann meist gefundenen Fotos, auf denen Bedrohungen oder Katastrophen zu sehen sind.
Neben seinen bildnerischen Arbeiten schafft Werthmann großformatige Installationen, wie beispielsweise Vortex (2014). Die Installation besteht aus einem tosenden Wasserstrudel von circa sechs Metern Durchmesser, den das Publikum durch die Mitte betreten kann. Im Jahr 2019 schuf Werthmann sein erstes Bühnenbild für die Oper Die tote Stadt von Erich Wolfgang Korngold unter der Regie von Armin Petras und der musikalischen Leitung von Yoel Gamzou, das in deutschen Zeitungen breit besprochen wurde. Seine ‚alchemische‘ Diamant-Atem-Maschine (2010/2022) wurde für die Ausstellung Welt in der Schwebe. Luft als künstlerisches Material, im Kunstmuseum Bonn für das Publikum installiert.

### Themen
„In der Katastrophe liegt ein Moment der Wahrheit“ (Martin Werthmann)
Werthmanns künstlerische Auseinandersetzung mit der Katastrophe als Motiv und Thema zeichnet sich durch ein starkes Gegensatzpaar aus, welches in der menschlichen Psyche konträre Emotionen und Affekte auslösen kann. Einerseits stellen Katastrophen zumeist eine Bedrohung für den Menschen dar, andererseits kann ein, aus seinem Kontext entkoppeltes, Bild einer Katastrophe auch Momente von Schönheit evozieren. Die Spannung, die in diesem ambivalenten Verhältnis steckt, ist dabei nicht unkritisch zu betrachten und kann auf ein moralisches Dilemma verweisen. Menschliche Tragödien und Gewalt, wie beispielsweise Krieg, stehen dabei besonders im Vordergrund.

### Kunsthistorischer Kontext
Die Katastrophe als Motiv und Thema stellt in der Geschichte der Kunst bereits seit Jahrhunderten ein Faszinosum für Kunstschaffende dar. Künstler wie Albrecht Dürer, Leonardo da Vinci, Théodore Géricault und später auch Andy Warhol befassten sich auf verschiedene Weise motivisch und philosophisch mit Zerstörung und Katastrophen – ob imaginär oder real.
Der deutsche Maler und Grafiker Albrecht Dürer, ein Vertreter der nordalpinen Renaissance, verarbeitete in seinem Traumgesicht (1525) beispielsweise seinen Traum einer Szene von Naturgewalt mit Aquarell, in Bild und Text auf Papier. In seinem Kommentar zum Bild beschreibt er die Naturgewalt als ästhetisches aber schauriges Ereignis. Auch in der Malerei der Romantik spielt die unbezwingbare Kraft der Natur eine große Rolle, wenn auch nicht zwingend im Zeichen des Unglücks. Beispiele dafür finden sich unter anderen beim deutschen Maler Caspar David Friedrich.
Der Franzose Théodore Géricault hingegen verwob mit seinem Gemälde Das Floß der Medusa (frz. Le Radeau de la Méduse) (1819) als einer der ersten Maler eine historische Tragödie mit politischer Aktualität.
Andy Warhol verwies in den 1960er Jahren mit Werken, wie dem Siebdruck Green Disaster #2 (1963), aus der Death and Disaster Series, auf die Problematik allgegenwärtiger Bilder von Tod und Leid, die durch Massenmedien wie Tageszeitungen, Magazine und dem erstarkenden Medium Fernsehen verbreitet wurden.

### Interpretation
Martin Werthmanns Werke sind meist großformatig im Raum installiert. Neben der tragenden Rolle, die der Raum als verbindende Schnittstelle zwischen Kunstwerk und Rezipierenden übernimmt, wird er auch selbst zum Teil des Werks. Wenn sich das Auge in einem besonders vielfarbigen und abstrahierten 'Katastrophenraum' zurechtfinden muss, beginnt ein Ringen mit der logischen Verarbeitung des Gesehenen (der abstrahierten Katastrophe) und ihrer überwältigenden Bildkraft. Dieses Ringen kann als analog zur Ambivalenz von ästhetischem und tragischem Moment großer Katastrophen betrachtet werden.
In seinen Zahlreichen Schichtungen (Überlagerungen) wird das ursprüngliche Abbild von Gewalt, Krieg oder Zerstörung durch den künstlerischen Prozess verstärkt und gleichzeitig gebrochen. Der tragische, epische Moment, der in der Fotografie einer Katastrophe liegt, wird in der explosionsartigen Raumerfahrung aufgehoben und durch abstrakte Farbschichten gestört.
In Die Katastrophe als Raum (2021) lässt Werthmann die architektonischen Raumgrenzen verschwimmen. Mit dem Verlust der Grenze zwischen, Raum und Werk sowie zwischen Betrachtenden und Installation, wird ein Gefühl der Desorientierung begünstigt und die logische Abgrenzung zur Katastrophe schwindet. Je nach persönlicher Konstitution der Betrachtenden kann der Raum zur ästhetischen und gleichsam überfordernden Erfahrung werden.

## Werkauswahl
- Bühnenbild für die Oper Die tote Stadt, 2019[21]
- Die Katastrophe als Raum, 2020[22][23]
- Silence IV, 2018, Holzschnitt auf Papier, 144 × 201 cm[24]
- Silence XIII, 2019, Holzschnitt auf Papier, 201 × 284 cm[25]
- Vortex, 2014[26]
- Diamant-Atem-Maschine, 2010/2022[27]

## Ausstellungen (Auswahl)
- 2011: Undoubtedly, Kasseler Kunstverein, Kassel, Germany (Gruppenausstellung)
- 2012: folie à deux, Gallery Etemad, Tehran, Iran
- 2014: Sleepless Cheerleaders, McNamara Art Projects, Hong Kong, China
- 2016: Martin Werthmann: Connected Bubbles, Wilding Cran Gallery, Los Angeles, Kalifornien, USA
- 2016: Martin Werthmann: Anhaltender Regen, Institut für moderne Kunst Nürnberg, Deutschland
- 2017: D Picture, Wilding Cran Gallery, Los Angeles, Kalifornien, USA (Gruppenausstellung)
- 2019: Silence after Storm, Gallery Tore Suessbier, Berlin, Deutschland
- 2019: Martin Werthmann – Silence, Heldenreizer Contemporary, München, Deutschland
- 2020: Martin Werthmann, Wilding Cran Gallery, Los Angeles, Kalifornien, USA
- 2020: Martin Werthmann – Die Katastrophe als Raum, München, Deutschland
- 2022: ART DUBAI, 11. März – 13. März 2022, Dubai, Vereinigte Arabische Emirate
- 2022: Welt in der Schwebe. Luft als künstlerisches Material, 24. Februar 2022 – 19. Juli 2022, Kunstmuseum Bonn, Deutschland (Gruppenausstellung)[28][29]

## Publikationen
- Sophie Victoria Van der Weiden (Hrsg.): Obwohl ich schlief, als er warf. Although I was asleep – when he threw. Hamburg 2009, ISBN 978-3-937950-29-7
- Marcus Trautner (Hrsg.): Martin Werthmann: Silence. Ausstellungskatalog München, Heldenreizer Contemporary, München 2019, ISBN 978-3-9819524-5-2.
- Marcus Trautner (Hrsg.): Martin Werthmann. Catastrophe as Space, München 2021, ISBN 978-3-7774-3716-3.
- Anna Döbbelin, Barbara S. Scheuermann (Hrsg.): Welt in der Schwebe. Luft als Künstlerisches Material. Snoeck, Köln 2022, ISBN 978-3-86442-381-9.